# Elecciones locales de Ibagué de 2019
Las elecciones locales de Ibagué de 2019 se llevaron a cabo el 27 de octubre de 2019 en la ciudad de Ibagué, donde fueron elegidos los siguientes cargos:
- Alcalde de Ibagué.
- Los 19 miembros del Concejo de Ibagué.
- Los miembros de las Juntas Administradoras Locales de las 13 Comunas de Ibagué.

## Legislación
Según la Constitución de Colombia, pueden ejercer su derecho a sufragio los ciudadanos mayores 18 años de edad que no hagan parte de la Fuerza Pública, no estén en un proceso de interdicción, y que no hayan sido condenados. Las personas que se encuentran en centros de reclusión, tales como cárceles o reformatorios, podrán votar en los establecimientos que determine la Registraduría Nacional. La inscripción en el registro civil no es automática, el ciudadano debe dirigirse a la sede regional de la Registraduría para inscribir su identificación personal en un puesto de votación.
La Ley 136 de 1994 establece que para ser elegido  Alcalde de Ibagué. se requiere ser ciudadano colombiano en ejercicio y haber nacido o ser residente del respectivo municipio o de la correspondiente área metropolitana durante un año anterior a la fecha de inscripción o durante un período mínimo de tres años consecutivos en cualquier época. El  Alcalde de Ibagué se elige por mayoría simple, sin tener en cuenta la diferencia de votos con relación a quien obtenga el segundo lugar.
Está prohibido para los funcionarios públicos del municipio difundir propaganda electoral a favor o en contra de cualquier partido, agrupación o movimiento político, a través de publicaciones, estaciones de televisión y de radio o imprenta pública, según la Constitución y la Ley Estatutaria de Garantías Electorales. También les está expresamente prohibido acosar, presionar, o determinar, en cualquier forma, a subalternos para que respalden alguna causa, campaña o controversia política. Ha habido denuncias recientes contra algunos funcionarios del Municipio de apoyar pública e indebidamente al candidato a la Alcaldía de Ibagué Jhon Esper Toledo de Cambio Radical.
Los organismos encargados de velar administrativamente por el evento son la Registraduría Nacional del Estado Civil y el Consejo Nacional Electoral

### Voto en blanco
En Colombia el voto en blanco se considera una expresión del disenso a través del cual se promueve la protección de la libertad del elector. En la normativa electoral colombiana, el voto en blanco es “una expresión política de disentimiento, abstención o inconformidad, con efectos políticos”.
Algunas discusiones del Congreso se señaló que esa mayoría debía ser mayoría simple, sin embargo la Corte Constitucional ha hecho consideraciones que indican que se requeriría de mayoría absoluta, aunque no se ha pronunciado, ni conceptuado sobre este acto legislativo.

## Alcaldía de Ibagué
El 27 de octubre de 2019 fue elegido  Alcalde de Ibagué de la ciudad Andrés Fabián Hurtado, cuyo mandato comenzará el 1 de enero de 2020 y terminará el 31 de diciembre de 2023. De 417,413 de votos potenciales, 213,633 participaron, recibiendo Hurtado Barrera 46,640, es decir el 21,83%, mientras que su contrincante más cercano, Rubén Dario Correa, logró 38,700 es decir el 18,11% de los votos.

### Planes de Gobierno
Todos los planes de gobierno de los candidatos a la Alcaldía de Ibagué se encuentran en la página web de la Registraduría Nacional.

### Candidatos
Los Cándidadatos fueron Andrés Fabián Hurtado por el Partido Conservador, Rubén Dario Correa quien aspiró primero a tener el aval del Centro Democrático y del ASI pero finalmente aspiró por el ADA. Así mismo José Alberto Girón por el MAIS apoyado por Guillermo Alfonso Jaramillo; Camilo Delgado por el Partido Liberal, Leonidas López Herrán por el Centro Democrático, Alfredo Bocanegra por el Partido Cambio Radical y Colombia Renaciente, Diana Gaitán por el Movimiento Colombia Justa Libres y  el exsecretario de gobierno de Guillermo Alfonso Jaramillo Hugo Ernesto Zárrate.
Así mismo aspiró José Hidelbrando Barreto por el partido de la U, el MIRA y ASI pero dos semanas antes de la elección decidió unirse al candidato del Partido Conservador Andrés Fabián Hurtado.

### Encuestas
| Fecha                | Encuestador                    | Candidato          | Candidato              | Candidato             | Candidato               | Candidato    | Candidato      | Candidato | Candidato        | Candidato       | Estadísticas | Estadísticas | Estadísticas    |
| Andrés Fabián Hurtad | Rubén Dario Correa             | José Alberto Girón | Camilo Ernesto Delgado | Leonidas López Herrán | Alfredo Bocanegra Varón | Jose Barreto | Voto en blanco | Ninguno   | Indeciso (Ns/Nr) | Margen de error | Fuente       |              |                 |
| -------------------- | ------------------------------ | ------------------ | ---------------------- | --------------------- | ----------------------- | ------------ | -------------- | --------- | ---------------- | --------------- | ------------ | ------------ | --------------- |
| 16/10/2019           | Centro Nacional de Consultoría | 12,0%              | 15,0%                  | 10,0%                 | 8,0%                    | 8,0%         | 7,0%           | 11,0%     | 9,0%             | 5,0%            | 7%           | 3,7%         | Ondas de Ibagué |
| 16/10/2019           | Invamer                        | 20,1%              | 17,5%                  | 6,2%                  | 10,5%                   | 5,6%         | 6,8%           | 9,0%      | 7,8%             | 7,6%            | 1,2%         | 4,9%         | El Nuevo Día    |

## Concejo municipal
La votación para la conformación del Concejo de Ibagué arrojó los siguientes resultados:
| Partido                                  | Tipo¹                | Votos  | %     | Curules                                       |
| ---------------------------------------- | -------------------- | ------ | ----- | --------------------------------------------- |
| Partido Liberal Colombiano               | Preferente           | 11.306 | 5,38  | 1 (-2)                                        |
| Partido Conservador Colombiano           | Preferente           | 18.968 | 9,03  | 2                                             |
| Cambio Radical                           | Preferente           | 15.616 | 7,43  | 2                                             |
| Alianza Verde                            | Preferente           | 14.131 | 6,72  | 2 (+1)                                        |
| Movimiento Juntos por Ibagué             | Preferente           | 10.614 | 5,05  | 2 (+2)                                        |
| Partido de la U - Partido MIRA           | Preferente           | 20.089 | 9,56  | 2 (-2)                                        |
| Movimiento Firme por Ibagué              | Preferente           | 12.842 | 6,11  | 1 (+1)                                        |
| Movimiento Alternativo Indígena y Social | Preferente           | 12.775 | 6,08  | 1 (+1)                                        |
| Partido ADA                              | Preferente           | 7.187  | 3,42  | 1+1 (Segundo en elección de la alcaldía) (+2) |
| Centro Democrático                       | Preferente           | 18.155 | 8,64  | 2 (+1)                                        |
| Autoridades Indígenas de Colombia        | Preferente           | 7.147  | 3,40  | 1 (+1)                                        |
| Polo Democrático Alternativo             | Preferente           | 5.250  | 2,50  | 0 (-1)                                        |
| Alianza Social Independiente             | Preferente           | 7.616  | 3,62  | 1 (+1)                                        |
| Colombia Humana - Unión Patriótica       | Preferente           | 9.410  | 4,48  | 1 (+1)                                        |
| Todo por Ibagué                          | Preferente           | 6.591  | 3,13  | 0                                             |
| Colombia Justa Libres                    | Preferente           | 2.763  | 1,31  | 0                                             |
| Colombia Renaciente                      | Preferente           | 2.593  | 1,23  | 0                                             |
| Partido de Reivindicación Étnica - PRE   | Preferente           | 1.664  | 0,79  | 0                                             |
| Votos blancos                            | Votos blancos        | 25.269 | 12,03 | 12,03                                         |
| Votos nulos                              | Votos nulos          | 8.361  | 3,64  | 3,64                                          |
| Tarjetas no marcadas                     | Tarjetas no marcadas | 10.812 | 4,71  | 4,71                                          |

- (¹) - Existen dos tipos de voto para elecciones para el Concejo de Ibagué. Con el voto preferente el partido o movimiento político opta por inscribir una lista abierta de tal manera que el elector vota no solo por el partido o movimiento político sino además por alguno de los candidatos que componen la lista. Obtienen curul los candidatos que más votos obtuvieron dentro del partido, dependiendo del número de escaños que alcance la colectividad, sin importar el orden de inscripción dentro de la lista. Con el voto no preferente se inscribe una lista cerrada de tal manera que el elector sólo vota por el partido o movimiento político. La asignación de curules se hace en el orden de inscripción dentro de la lista, dependiendo del número de escaños que alcance el partido.